# سوکو (سولواووا)
سوکو (به ترکی استانبولی: Soku) یک منطقهٔ مسکونی در ترکیه است که در سولواووا واقع شده‌است.